# النمط سي من الناقل التسلسلي العام
النمط سي من الناقل التسلسلي العام أو (بالإنجليزية: USB Type-C)‏ أو اختصارا USB-C هو منفذ -وشكل منفذ- ناقل تسلسلي عالمي جديد تم إطلاقه بواسطة منتدى منفذي اليو إس بي. وهو وريث الفئة الأكثر شيوعا من الموصلات مفتوحة المصدر الناقل التسلسلي العالمي ناقل البيانات والاتصالات والطاقة من نوع التوصيل والتشغيل ويسمح بوصل أغلب الملحقات الطرفية والأجهزة المقترنة بالحاسوب لنقل المعلومات بينهما تسلسليا ويأتي كشكل منفذ حديث للنسخة الثانية USB 2.0 والثالثة USB 3.0 و USB 3.1 بنفس سرعتهم القديمة البطيئة نسبيا لكنه مصمم بالاخص لنسخة USB 3.2 وللنسخة الرابعة USB 4 مشتركا تحديدا مع منفذ منفذ الصاعقة (بالإنجليزية: Thunderbolt)‏ في نفس الشكل مع اختلافهم في الإمكانيات والترخيص حيث لا يتطلب الناقل التسلسلي العام ترخيص من شركة انتل لاستخدامه.

## نظرة عامة

### الاسم
«يو إس بي فئة سي» و«يو إس بي سي» علامتان تجاريتان لمنتدى منفذي اليو إس بي.

### الكابلات

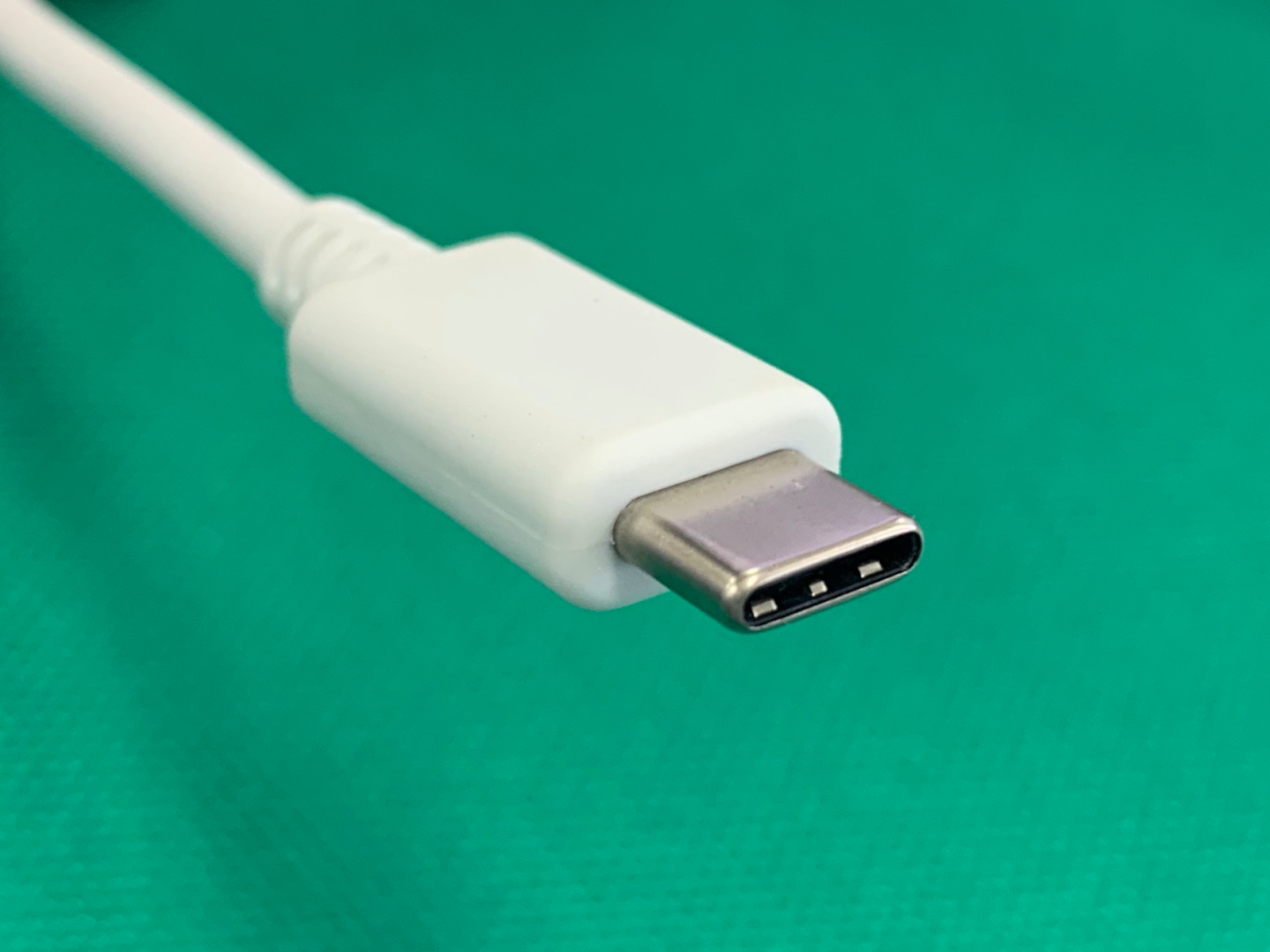
كابل USB-C.

تُعتبَر كابلات يو إس بي 3.1 كبلات يو إس بي فئة سي كاملة الميزات. وهي عبارة عن كابلات ذات علامات إلكترونية تحتوي على شريحة بوظيفة معرف استنادًا إلى قناة التكوين والرسائل المحددة من قِبل البائع (VDM) من مواصفات USB Power Delivery 2.0. يجب أن يكون طول الكابل ≤2 مترًا للجيل 1 أو ≤1 مترًا للجيل 2. توفر شريحة المعرف الإلكترونية معلومات حول المنتج/ البائع، وموصِلات الكابلات، وبروتوكول إشارات USB (2.0، الجيل 1، الجيل 2)، والبناء السلبي/ النشط، واستخدام طاقة VCONN، و VBUS الحالي المتاح، والكمون، واتجاه RX/TX، ووضع تحكم SOP، وإصدار الأجهزة/البرامج الثابتة.
يمكن أن تزيد كبلات يو إس بي سي التي لا تحتوي على أزواج سوبر سبيد (SuperSpeed) المحمية أو دبابيس استخدام النطاق الجانبي أو الأسلاك الإضافية لخطوط الطاقة من طول الكابل حتى 4 أمتار. تدعم كبلات يو إس بي سي سرعات 2.0 فقط ولا تدعم الأوضاع البديلة.
يجب أن تكون جميع كبلات يو إس بي سي قادرة على حمل تيار لا يقل عن 3 أمبير (عند 20 فولت، 60 واط) ولكن يمكنها أيضًا حمل تيار عالي الطاقة 5 أمبير (عند 20 فولت، 100 واط). يجب أن تحتوي كبلات يو إس بي سي إلى يو إس بي سي التي تدعم تيار 5A على رقائق علامة إلكترونية (تُسوَّق أيضًا كشرائح E-Mark) مبرمجة لتحديد الكبل وقدراته الحالية. يجب أيضًا تمييز منافذ شحن يو إس بي بوضوح بقدرة القوة الكهربائية.
يمكن لكابلات يو إس بي سي كاملة الميزات التي تستخدم يو إس بي 3.1 الجيل 2 معالجة ما يصل إلى 10 جيجابت/ ثانية بمعدل بيانات مزدوج كامل. يتم تمييزها بشعار سوبر سبيد + (سوبر سبيد 10 جيجابت/ ثانية). هناك أيضًا كبلات يمكنها حمل يو إس بي 2.0 فقط بمعدل بيانات يصل إلى 480 ميجابت/ ثانية. تتوفر برامج اعتماد منتدى منفذي اليو إس بي (USB-IF) لمنتجات يو إس بي سي ويُوصى المستخدمون النهائيون باستخدام الكابلات المعتمدة من منتدى منفذي اليو إس بي.

### الأجهزة

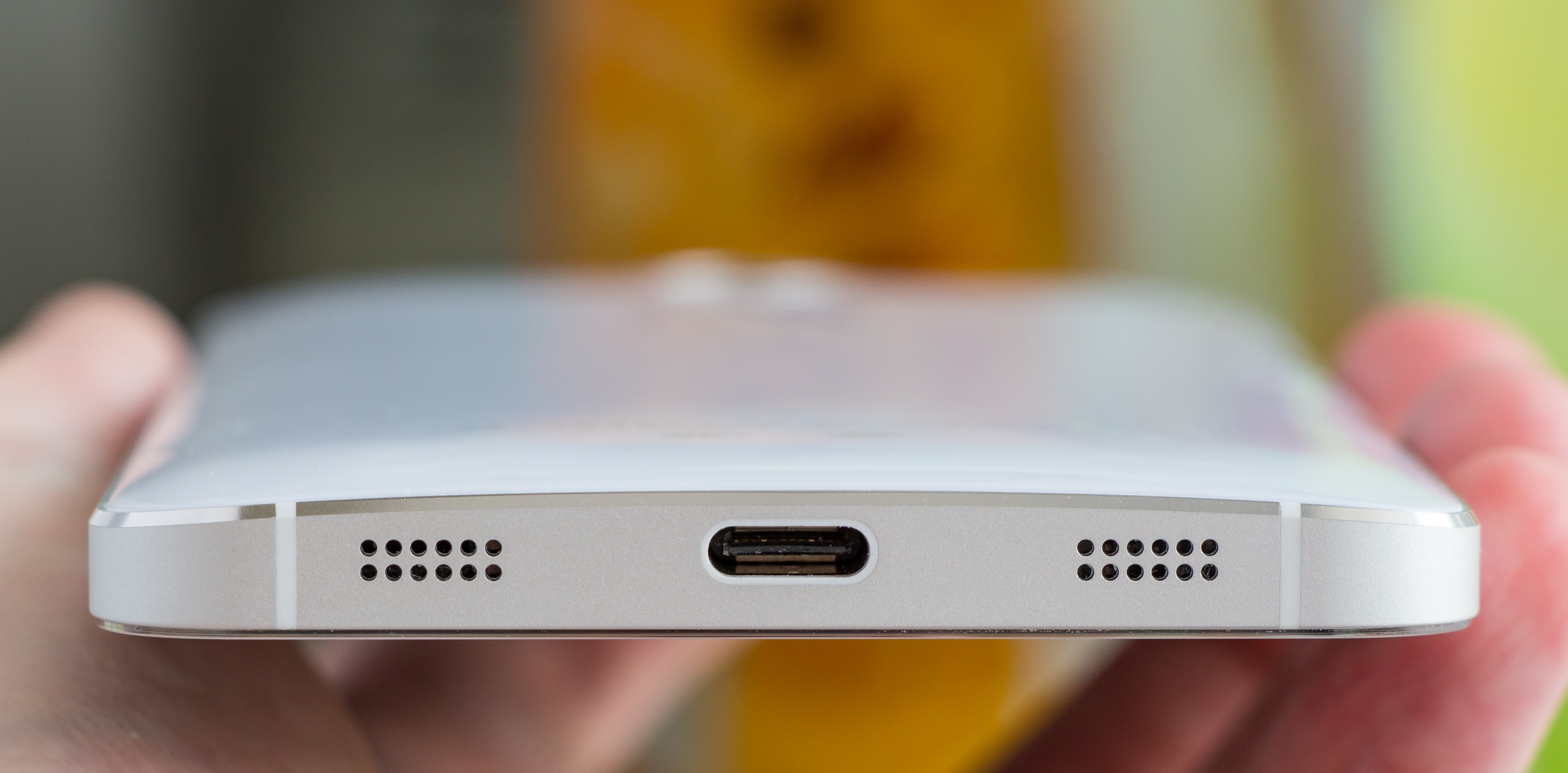
منفذ USB-C بهاتف ذكي يستخدم للشحن والسماعات ونقل البيانات.

قد تكون الأجهزة مضيفة (منفذ مواجه للمصب (DFP)) أو أجهزة طرفية (منفذ يواجه الأعلى (UFP)). يمكن للبعض، مثل الهواتف المحمولة، القيام بأي من الأدوار اعتمادًا على النوع الذي يُكتشَف على الطرف الآخر. تسمى هذه الأنواع من المنافذ بمنافذ بيانات الدور المزدوج (Dual-Role-Data ports)، والتي كانت تُعرف باسم ناقل متسلسل عام على المحمول (USB On-The-Go) في المواصفات السابقة. عند توصيل جهازَين من هذا القبيل، تُعيَّن الأدوار بشكل عشوائي ولكن يمكن الأمر بالمبادلة من أي من الطرفين، على الرغم من وجود طرق اختيارية للكشف عن المسار والدور تسمح للأجهزة بتحديد تفضيل لدور معين. علاوة على ذلك، يمكن للأجهزة ذات الدور المزدوج التي تنفذ USB Power Delivery تبادل البيانات وأدوار الطاقة بشكل مستقل وديناميكي باستخدام عمليات تبادل دور البيانات أو عمليات تبديل دور الطاقة. يسمح ذلك بتطبيقات محور الشحن أو محطة الإرساء حيث يعمل جهاز يو إس بي سي كمضيف بيانات يو إس بي أثناء العمل كمستهلك للطاقة بدلاً من مصدر.

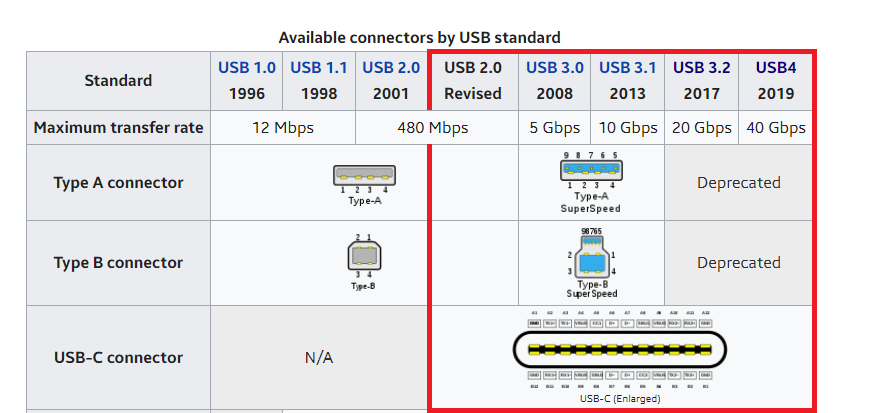
Usb-c

قد توفر أجهزة يو إس بي سي أو تستهلك بشكل اختياري تيارات طاقة ناقل تبلغ 1.5 أمبير و 3.0 أمبير (عند 5 فولت) بالإضافة إلى توفير طاقة الناقل الأساسي، يمكن لمصادر الطاقة الإعلان عن زيادة تيار يو إس بي من خلال قناة التكوين، أو يمكنها تنفيذ مواصفات USB Power Delivery الكاملة باستخدام كل من خط التكوين المشفر بي إم إس (BMC) وخط VBUS القديم المشفر نظام عد ثنائي الإبدال بإزاحة التردد (BFSK).
يتطلب توصيل جهاز قديم بمضيف بمقبس يو إس بي سي كابلًا أو محولًا بمقبس يو إس بي A أو يو إس بي B أو مقبس على أحد الطرفين وقابس يو إس بي سي على الطرف الآخر. المحولات القديمة (أي المحولات المزودة بمقبس يو إس بي A أو يو إس بي B) مع مقبس يو إس بي سي «غير محددة أو مسموح بها» حسب المواصفات لأنها يمكن أن تصنع «العديد من مجموعات الكابلات غير الصالحة وربما غير الآمنة».

### وضع ملحق محول الصوت
قد يدعم الجهاز الذي يحتوي على منفذ يو إس بي فئة سي سماعات الرأس التناظرية من خلال محول صوت بمقبس مقاس 3.5 مم، مما يوفر أربعة توصيلات صوت تناظرية قياسية (يسار ويمين وميكروفون وأرضي). قد يشتمل محول الصوت اختياريًا على منفذ شحن يو إس بي سي للسماح بشحن جهاز 500 مللي أمبير. تنص المواصفات الهندسية على أن سماعة الرأس التناظرية يجب ألا تستخدم قابس يو إس بي سي بدلاً من قابس 3.5 مم. بمعنى آخر، يجب أن تدعم سماعات الرأس المزودة بقابس يو إس بي سي الصوت الرقمي (واختيارياً وضع الملحقات).

## مميزاته

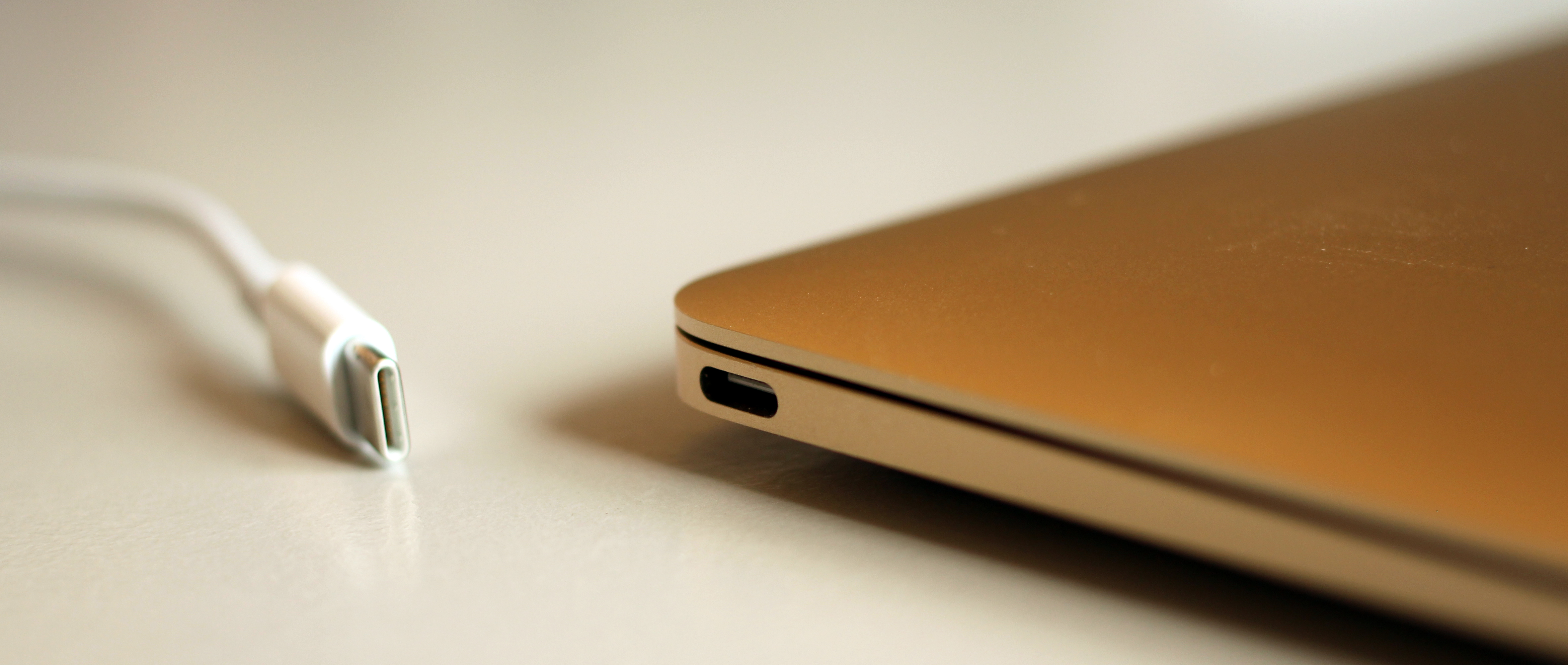
كابل الصاعقة (Thunderbolt) بشكل منفذ USB-C لشحن جهاز الماك بوك أو توصيل أي جهاز آخر.

1. السرعة العالية، حيث تصل سرعته إلى 10 جيجا/الثانية.
2. التوافق الواسع مع أحجام الأجهزة المختلفة حيث أن صِغر حجم هذا المنفذ يتناسب مع أحجام الأجهزة الإلكترونية الصغيرة، كالهواتف الذكية، والأجهزة اللوحية.إضافة إلى أجهزة الحاسوب الشخصية، وأجهزة سطح المكتب.
3. كفاءة عالية في نقل التيار الكهربائي، حيث يمكن أن ينقل تيار كهربائي بقدرة 100 واط، مما يعني شحن عده أجهزة من هذا المنفذ.
4. سهولة تركيبه من كِلا الجهتين العليا، والسفلى.
5. إخراج الفيديو وعرضه على مختلف الأجهزة التي تعمل بواسطة منافذ VGA أو واجهة رقمية مرئية أو واجهة متعددة الوسائط عالية الوضوح.
6. توافق تام مع جميع إصدارات يو إس بي القديمة، والجديدة.
7. قد تمهد هذه التقنية مستقبلاً للاستغناء عن منافذ التيار الكهربائي التقليدية، بسبب قدراتها حيث باستطاعتها نقل البيانات، وفي نفس الوقت التزود بالطاقة الكهربائية، وشحن الأجهزة الأخرى.

### مواصفات موصل قفل يو إس بي فئة سي
نُشِرت مواصفات موصل قفل يو إس بي من النوع سي في 2016-03-09. إنها تحدد المتطلبات الميكانيكية لموصلات قابس يو إس بي سي والإرشادات الخاصة بتكوين تركيب مقبس يو إس بي سي لتوفير آلية قفل لولبي معيارية لموصلات وكابلات يو إس بي سي.

## دعم الأجهزة وأنظمة التشغيل

### أنظمة التشغيل
- ويندوز 10 يدعم كلاً من USB 3.1 و USB Type-C.
- ويندوز 11
- أو إس 10 تدعم أجهزة المحمول الخاصة بشركة ابل USB 3.1 و USB Type-C منذ إعلانها في 2015.
- أندرويد يدعم كلاً من USB 3.1 و USB Type-C من أجل شحن أسرع.

### الأجهزة
- يُعد الجهاز اللوحي نوكيا N1 المقدم من شركة نوكيا هو أول جهاز في العالم يقوم بدعم تقنية USB Type-C والذي تم طرحه في يناير عام 2015.
- أضيف دعم هذا الناقل الجديد لأجهزة الماك برو الخاصة بالعام 2015 والمقدمة من شركة أبل.